# Давлетбаевы
Братья Давлетбаевы (Девлетбаевы) — участники башкирского восстания 1662—1664 годов. Тарханы.
Братья Ишмухамет, Давлеткилде и Конкас Давлетбаевы происходили из башкир Кипчакской волости Ногайской дороги.
Ишмухамет (Ишимбет, Ишмет) Давлетбаев осенью 1662 года в Мензелинске присоединился к войску казанского воеводы князя Ф. Ф. Волконского, направленного на подавление восстания. После прибытия в Уфу, Ф. Ф. Волконский при помощи Ишмухамета Давлетбаева обратился к башкирам с призывом принести повинную. В результате часть повстанцев Казанской и Ногайской дорог принесла повинную, по приказу Ф. Ф. Волконского, несколько предводителей (в том числе Гаур Акбулатов и Улекей) были казнены, башкиры были вынуждены отдать в Уфу в заложники 40 человек влиятельных людей из числа восставших.
Весной 1663 года Ишмухамет переходит на сторону восставших башкир и становится одним из руководителей повстанцев на территории Ногайской дороги. Со своими отрядами действовал около Уфы и крепостей Закамской линии. На осень 1663 года был запланирован совместный поход восставших
Ногайской, Казанской и Сибирской дорог на Уфу, однако по неизвестным причинам отряды из Сибирской дороги во главе с Кучуком не прибыли на условленное место (в район среднего течения реки Белой) и поход не состоялся. Башкиры Ногайской дороги решили прекратить борьбу, а Ишмухамет Давлетбаев вёл переговоры с уфимским воеводой князем А. М. Волконским. Переговоры продолжались около месяца и закончились примирением сторон и отправкой башкирских послов в Москву, которые в конце февраля 1664 года возвратились вернулись с царской грамотой. После прекращения восстания в Ногайской дороги, Ишмухамет также содействовал проведению мирных переговоров с восставшими башкирами Казанской дороги. В марте 1675 года в Москве тархан Ишмухамет Давлетбаев подписал соглашение об участии башкир Ногайской дороги в походе на Крымское ханство.
Давлеткильде (Девеней) Давлетбаев весной 1663 года присоединился к восстанию башкир, совместно с Ишмухаметом Давлетаевым принимал участие в сражениях под Уфой. В марте 1664 года был взят в аманаты (заложники) вместо другого брата — Конкаса Давлетбаева, позднее был освобождён. Летом 1675 года Давлеткильде Давлетбаев попадает в плен к калмыкам.
Конкас Давлетбаев в 1662 году был направлен в качестве аманата в Уфу, а в 1664 году был освобождён. В 1675 году в Москве вместе с братом Ишмухаметом Давлетбаевым участвовал в подписании соглашения об участии башкир Ногайской дороги в походе на Крымское ханство.